# بازکنش
بازکنش یا تاکتیسم (به انگلیسی: Taxis) ، جنبش یک موجود زنده در پاسخ به یک انگیزنده مانند نور ، خوراک یا آب است. بازکنش نوعی پاسخ رفتاری ذاتی به‌شمار می‌رود.

## دسته‌بندی
بازکنش‌ها بر اساس نوع انگیزنده به دسته‌های گوناگون تقسیم می‌شوند:
1. بازکنش شیمیایی (Chemotaxis)
2. بازکنش مغناطیسی (Magnetotaxis)
3. بازکنش نوری (Phototaxis)
4. بازکنش جریان سیال (Rheotaxis)
5. بازکنش هوایی (Aerotaxis)
6. بازکنش رطوبتی (Hydrotaxis)
7. بازکنش بادی (Anemotaxis)
8. بازکنش گرانشی (Gravitaxis)
9. بازکنش جریان الکتریکی (Galvanotaxis)
10. بازکنش فشاری (Barotaxis)
11. بازکنش دمایی (Thermotaxis)
12. بازکنش تماسی (Thigmotaxis)
13. بازکنش آوایی (Phonotaxis)
14. بازکنش انرژی (Energy Taxis)

## نمونه‌ها

### بازکنش نوری
نور که بازکنش نوری را موجب می‌شود سبب حرکت برخی از جلبک‌ها به طرف روشنایی می‌گردد.

### بازکنش شیمیایی
مواد شیمیایی با بازکنش شیمیایی باعث حرکت برخی از باکتری‌ها مانند باکتریوم ترمو به طرف اکسیژن می شوند.

### بازکنش جریان سیال
حرکت ماهی‌ها بر خلاف جریان آب ، نوعی بازکنش جریان سیال است که موجب حفظ موقعیت آنها می‌گردد. در برخی ماهی‌ها همراهی با جریان سیال نشان از بازکنش جریان سیال دارد.